# Universitas Padjadjaran
Universitas Padjadjaran – indonezyjska uczelnia publiczna w Bandungu (prowincja Jawa Zachodnia). Została założona w 1957 roku

## Wydziały
- Fakultas Kedokteran
- Fakultas Kedokteran Gigi
- Fakultas Psikologi
- Fakultas Keperawatan
- Fakultas Matematikan dan Ilmu Pengetahuan Alam
- Fakultas Peternakan
- Fakultas Pertanian
- Fakultas Teknologi Industri Pertanian
- Fakultas Perikanan dan Ilmu Kelautan
- Fakultas Farmasi
- Fakultas Teknik Geologi
- Fakultas Ilmu Komunikasi
- Fakultas Ilmu Budaya
- Fakultas Ilmu Sosial dan Ilmu Politik
- Fakultas Hukum
- Fakultas Ekonomi dan Bisnis
- Sekolah Pascasarjana

Źródło: .